# Trachythrips watsoni
Trachythrips watsoni är en insektsart som beskrevs av Ian A. Hood 1930. Trachythrips watsoni ingår i släktet Trachythrips och familjen rörtripsar. Inga underarter finns listade i Catalogue of Life.